# 小行星3891
小行星3891（英語：3891 Werner）是一颗围绕太阳公转的小行星。1981年3月3日，舒爾特·巴斯在赛丁泉山发现了此天体。
这颗小行星的绝对星等为346.20440等。